# Kreuzdachbildstock (Premich, Große Steinach; Schmiedsrödlein)

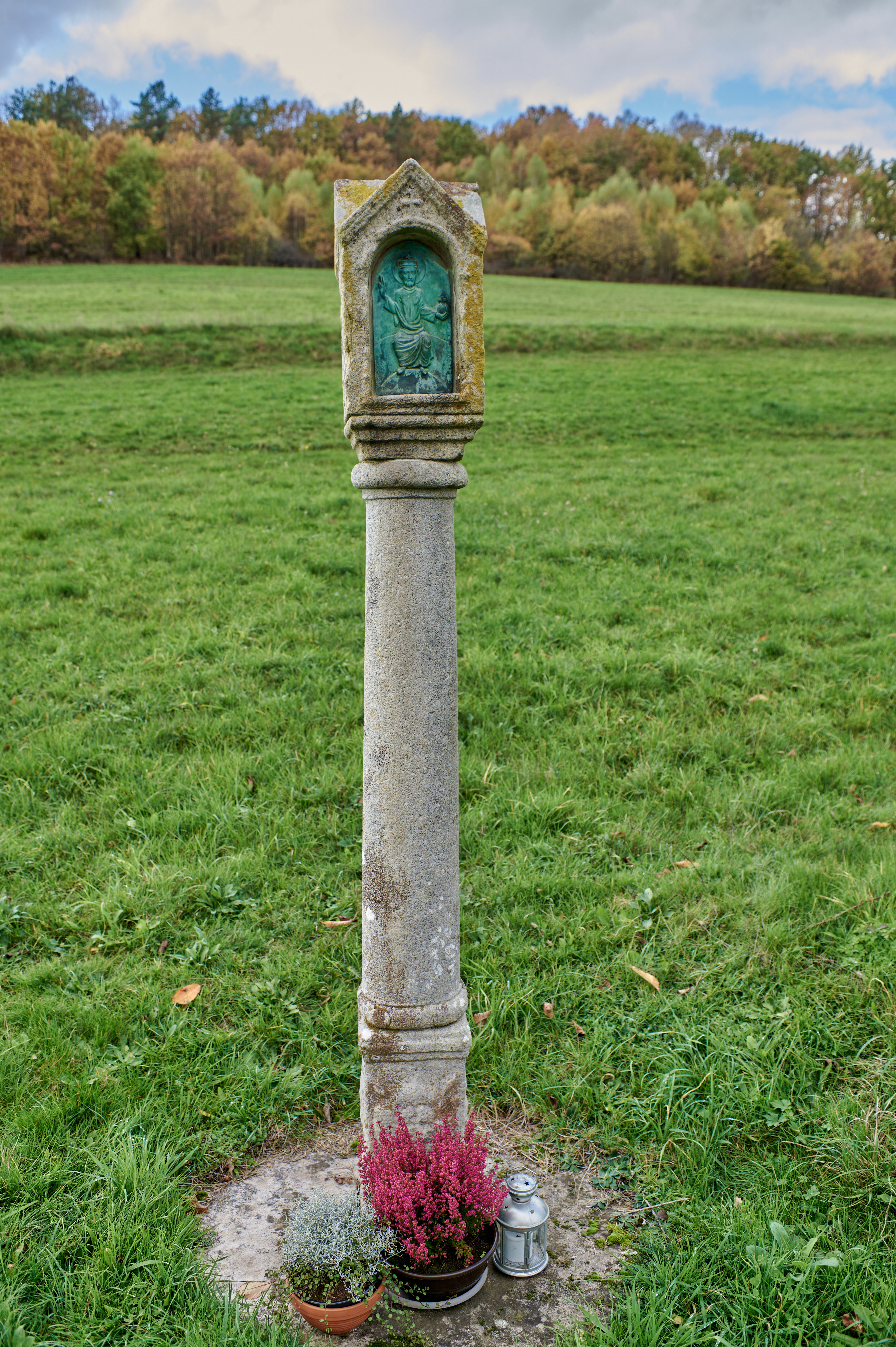
Kreuzdachbildstock in Premich, Flur Große Steinach; Schmiedsrödlein

Der Kreuzdachbildstock Große Steinach; Schmiedsrödlein befindet sich in Lauter, einem Gemeindeteil des Marktes Burkardroth im unterfränkischen Landkreis Bad Kissingen in der Flur Große Steinach; Schmiedsrödlein in der Nähe des Wegkreuzes von 1904.
Der Bildstock gehört zu den Baudenkmälern von Burkardroth und ist unter der Nummer D-6-72-117-63 in der Bayerischen Denkmalliste registriert.

## Beschreibung
Der 222 cm hohe Kreuzhausbildstock besteht aus grauem Sandstein und entstand im Jahr 1614 oder 1674.
Auf einem 52 cm hohen prismatischen Sockel mit den Abmessungen 23 cm × 24 cm befindet sich ein konischer Schaft und darauf ein Kreuzdachhaus. Oben und unten befindet sich ein Gurtband. Bildfelder 30 cm × 21 cm.
Die Zierelemente sind:
a) Rose vom Typ Waldfenster

b) Viererherzblatt

c) Viererherzblatt

d) 8-Blatt-Motiv

Der 118 cm hohe Schaft hat unten einen Durchmesser von 20 cm und oben von 18 cm. Basiswulst 4 cm, Basisring 1 cm, Kapitellring 1,5 cm, Kapitellwulst 5,5 cm. Das 55 cm hohe Kreuzdachhaus hat einen Querschnitt von 26,5 cm × 26 cm. Die Konsole ist dreistufig.
Die Zierelemente sind wie folgt:
a) Bildnische: Christus als Weltenherrscher

b) links: im Giebeldreieck: stehendes Lilienmotiv mit flankierender Spiralrankenzier, darunter Inschrift in lateinischen Großbuchstaben mit Worttrennung durch plastische Leisten:

„IHS

INRI

MARIA

1614“

c) Bischofswappen, das auf den Würzburger Fürstbischof Johann Hartmann von Rosenbach hinweisen könnte, darüber Mitra mit Kreuz, Krummstab und Schwert. Vikerblattmotive in den Zwickeln rechts und links. Geviertes Schild:
1) fränkischer Rechen

2) springendes Tier

3) springendes Tier

4) Rennfähnlein linkswendig

d) Rückseite: Viererpalmette im Giebeldreieck, darunter Inschrift in lateinisch4en Buchstaben:

„DIES HAT LASEN

MACHEN GOTT ZV

EHREN JOHANS

KIRCHNER VON

BREMENTLEITEN

ELISABETH SEIN

EHELICHEN HAUS

FRAWEN“